# Тамират Лайне
Тамират Лайне (амх. ታምራት ላይኔ, 1955, Аддис-Абеба) — эфиопский политик и государственный деятель. В 1980-е годы лидер Эфиопского народного революционного демократического фронта — одной из групп, участвовавших в гражданской войне. После свержения Менгисту Хайле Мариама в 1991 году, занимал пост премьер-министра в переходном правительстве.

## Биография
Тамират Лайне родился в 1955 году в Аддис-Абебе. В 1980-е годы он руководил Эфиопским народным революционным демократическим фронтом (EPRDF, предшественник партии Амхарское национально-демократическое движение), который выступал за свержение диктаторского режима Менгисту Хайле Мариама вместе с Народным фронтом освобождения Тыграй (TPLF).
После свержения Хайле Мариама в 1991 году, Лайне совместно с Мелесом Зенауи и Сийе Абраха составил правящий триумвират, в котором занял пост премьер-министра. 6 июня 1991 года было сформировано переходное правительство, в котором он занимал тот же пост. 22 августа 1995 года Лайне был снят с должности и назначен вице-премьером. На этом посту он проработал до октября 1996 года, когда был отстранён по обвинению в коррупции. 
16 марта 2000 года Верховный суд Эфиопии приговорил Лайне к восемнадцати годам тюремного заключения, признав его виновным в коррупции и растратах, в том числе организации нелегального экспорта текстиля и кофе через подставные фирмы. Был освобождён досрочно за примерное поведение 19 декабря 2008 года. 